# Svetlana Petrijčuk
Svetlana Aleksandrovna Petrijčuk, nota anche come Sveta Petriychuk (in russo Светла́на Алекса́ндровна Петрийчу́к?; Frunze, 22 aprile 1980), è una drammaturga, sceneggiatrice, regista teatrale e cinematografica, e insegnante russa, protagonista di un caso di processo politico sotto il regime di Putin.
Il 4 maggio 2023 è stata arrestata insieme alla regista Evgenija Berkovič con l'accusa di "giustificazione del terrorismo" per l'opera teatrale Finist, il chiaro falco, sulle cosiddette "spose russe dell'ISIS". L'8 luglio 2024 entrambi furono condannate a sei anni di carcere. Si tratta del primo caso di intellettuali russi condannati per il contenuto artistico di un'opera dai tempi dell'Unione Sovietica.
La corte d'appello ha poi ridotto la pena a 5 anni e 10 mesi. Le organizzazioni per i diritti umani considerano l'accusa fittizia e politicamente motivata a causa dell'adesione delle autrici al femminismo e alla posizione critica di Berkovič sull'invasione russa dell'Ucraina del 2022.
Il mondo della cultura internazionale e in parte russo si è schierato in loro difesa, e Amnesty International ha nominato entrambe prigioniere di coscienza, e sono sostenute anche da PEN International e Memorial. Il premio Nobel per la pace Dmitrij Muratov ha scritto che "nel XXI secolo, non si possono arrestare persone per uno spettacolo. Mettete al bando gli assassini, non i poeti".

## Biografia

### Carriera
Svetlana Petriychuk è nata il 22 aprile 1980 a Frunze, la capitale della RSS Kirghiza (oggi Kirghizistan). Si è laureata in giornalismo internazionale presso l'Università kirghiso-slava. Negli anni 2000, ha visitato spesso Almaty e ha lavorato alla televisione kazaka. Successivamente si trasferì negli Stati Uniti e studiò cinema a Los Angeles. Dopo essersi trasferita a Mosca, si è occupata principalmente di progetti cinematografici. Nel 2018 si è laureata presso la Konstantin Raykin Graduate School of Performing Arts (laboratorio di Kama Ginkas). Successivamente ha studiato nel laboratorio di Mikhail Ugarov a Theater.doc.
Nel 2018 ha debuttato al Festival dei giovani drammaturghi Lyubimovka con lo spettacolo Martedì è un giorno corto. Negli anni successivi, Svetlana Petriychuk è diventata ripetutamente vincitrice e finalista di vari concorsi e festival, tra cui il concorso internazionale "Remarque",, il festival-concorso "Prima Lettura" nell'ambito del festival "Cinque Serate" intitolato ad A. M. Volodin, il laboratorio internazionale LARK (New York) e altri.
Nel 2019, Petriychuk ha scritto Finist, il chiaro falco ("Finist Yasny Sokol"), un'opera teatrale basata su storie vere di donne russe convinte a sposare islamisti radicali e a trasferirsi in Siria. Alcuni di loro sono tornate in Russia e sono stati arrestate e processate per favoreggiamento del terrorismo. Sebbene l'opera sia ambientata in una fiaba, si basa su veri fascicoli della polizia e trascrizioni di rapporti di interrogatorio. Finist, the Brave Falcon ha ricevuto il sostegno del Ministero della Cultura russo e ha vinto due premi Golden Mask nel 2022: Miglior drammaturgo (Petriychuk) e Migliori costumi (Kseniya Sorokina). Nel 2019, è stato elogiato dal Servizio Penitenziario Federale russo sul suo sito web ufficiale dopo che l'opera è stata letta alle detenute di una prigione femminile in Siberia, come opera considerata educativa.
Nel 2021, Petriychuk è stata una dei tre vincitori del premio "Culmination" con la sua opera teatrale "Tuaregs".
Nel 2023, insieme a Evgenia Berkovich, Petriychuk ha vinto il premio Anna Politkovskaya Kamerton.
Svetlana Petriychuk ha lavorato molto in Kazakistan: è stata produttrice creativa in uno degli studi di produzione; ha anche scritto diverse sceneggiature lì e ha diretto un lungometraggio. È tornata in Russia pochi mesi prima dell'arresto.

### Il "caso teatrale" e l'arresto
Il 4 maggio 2023, Petriychuk e Berkovich sono stati arrestati dalla polizia in un procedimento penale ai sensi dell'articolo 205.2 del Codice penale della Federazione Russa "Inviti pubblici a compiere attività terroristiche, giustificazione pubblica del terrorismo o propaganda del terrorismo". Questo è avvenuto dopo diverse prese di posizioni di Berkovich contro la guerra. Una petizione per loro è stata lanciata da Premio Nobel per la pace Dmitrij Muratov sul suo giornale Novaya Gazeta. Circa 16 000 persone in Russia hanno firmato una petizione in favore delle due autrici, in calce a una lettera aperta in sostegno di Berkovich e Petriychuk pubblicata dal noto giornale di opposizione. Ache la lettera riprende le dichiarazioni difensive delle due donne, affermando che Finist Yasny Sokol «trasmette chiaramente un sentimento antiterrorista», e che nell'opera i terroristi islamici sono chiaramente rappresentati come oppressori e fanatici.
Il processo è iniziato il 20 maggio 2024. Secondo il pubblico ministero, nell'opera "le donne [protagoniste] hanno espresso opinioni positive sull'ISIS" e "l'opera non ha sufficientemente denunciato le ideologie islamiste radicali". Sia Berkovich che Petriychuk hanno negato le accuse e hanno affermato che l'opera era stata scritta e messa in scena con un chiaro messaggio di antiterrorismo.
Secondo TV Rain, il magnate dei media russo, produttore e attore Nikita Mikhalkov, un forte sostenitore di Putin, ha denunciato per sostegno al terrorismo Berkovich, Petriychuk e il dramma "Finist, il chiaro falco", scrivendo ad Aleksandr Bastrykin, capo del Comitato investigativo della Russia, dopo avergli parlato direttamente in una struttura termale, benché lo abbia negato. Ciò è servito da catalizzatore per il loro arresto.
L'inchiesta penale contro Berkovich e Petriychuk è stata aperta ufficialmente in seguito a un rapporto del movimento ultraconservatore e di estrema destra "Movimento di Liberazione Nazionale della Russia", che le ha accusate già precedentemente anche per il sostegno del femminismo, considerato un'idea malvista se non "estremista" in Russia.
Un'altra denuncia dell'opera teatrale è stata scritta da un attore di Nizhny Novgorod, Vladimir Karpuk, allievo di Mikhalkov, testimone d'accusa, antisemita e noto sostenitore del regime, che ha accusato il dramma di "infangare gli uomini russi", di trasmettere un sentimento di russofobia e di giustificare o scusare il terrorismo facendo apparire le donne protagoniste come delle vittime dei jihadisti, idea maturata mentre lui si trovava a Mariupol' in Ucraina occupata, quando nel giorno del compleanno di Putin (7 ottobre 2022) le forze armate ucraine fecero saltare il ponte di Crimea. Mikhalkov e altri testimoni non si sono presentati, per cui l'accusa ha presentato solo la denuncia di Karpuk, che pure disse di non aver visto il dramma fino a procedimento iniziato. L'esame e la relativa relazione di 125 pagine sono stati completati in un solo giorno, il 3 maggio.
L'accusa ha affermato che secondo l'"analisi di esperti" del tribunale l'opera "contiene segni dell'ideologia islamista e jihadista, nonché del femminismo radicale e della lotta contro la struttura sociale androcentrica della Russia" e le ha accusate di "intenti criminali" e "condividere l'Islam nelle sue forme estreme e aggressive", di propagare "un'ideologia di azione violenta contro le autorità statali e le autorità locali e di intimidazione della popolazione e altre forme di azioni illegali tramite la partecipazione a gruppi armati illegali e organizzazioni terroristiche internazionali", di avere "un'opinione positiva" sull'ISIS, "agendo coscientemente e riconoscendo il carattere pericoloso delle proprie azioni". Gli osservatori neutrali hanno definito il procedimento come un processo farsa.  Il perito Roman Silantjev, studioso di Islam e autore di perizie basate sulla pseudoscienza della distruttologia (una teoria utilizzata da gruppi integralisti della Chiesa ortodossa russa per la lotta a sette e culti), che non rientra nell'elenco dei possibili tipi di esame forense leciti. Silantjev è considerato islamofobo e paragona le ONG senza fini di lucro e i gruppi in difesa dei diritti umani alle organizzazioni terroristiche, e afferma che il "sostegno alle forze dell'opposizione e alle minoranze" dell'Occidente voglia "destabilizzare la situazione" come succede in Medio Oriente con la radicalizzazione islamica.
(Perizia del tribunale)
Le sedicenti esperte Galina Khizrieva, Svetlana Mochalova e Elena Zamyshevskaya collegarono l'opera ad una sorta di mix contraddittorio di fondamentalismo islamico e terrorismo ispirato al femminismo radicale. Esse affermano che «l'opera sottolinea che la società russa non è migliore dell'ISIS in termini di misericordia, ma l'ISIS è una cultura di eroismo, sacrificio di sé e uomini che compiono il proprio dovere, caratteristiche impossibili da trovare nella società russa». Alcuni passi dell'opera mettono al confronto l'uso del velo islamico con il foulard tradizionale delle donne russe (kosynka), e le istruzioni fornite dai jihadisti alla protagonista su come indossare l'hijab sono simili nelle parole a quelle degli agenti russi su come indossare il foulard sull'uniforme carceraria. È stato obiettato che ritenere l'opera pro-terrorismo è come accusare Delitto e castigo di Dostoevskij di essere un'apologia dell'omicidio.
L'8 luglio 2024, il giudice del tribunale militare moscovita Jurij Massin ha condannato Petriychuk e Berkovich a sei anni di carcere. 
Al Festival di Cannes 2024, Kirill Serebrennikov, che ha lavorato con Berkovich, durante la presentazione del suo film Limonov: The Ballad, ha mostrato una loro foto per protestare contro la loro detenzione e il processo.
Serebrennikov, rifugiato in Francia, ha attaccato con parole durissime il governo e i tribunali russi (facendo riferimento anche ai crimini di guerra), definendoli "criminali e cannibali [...] che siano maledetti!". Il Ministero degli Esteri francese ha criticato la condanna.
Il 25 dicembre 2024, la Corte d'appello ha commutato la pena di Petriychuk, riducendola però solo di 2 mesi. Petriychuk ha argomentato in sua difesa che non può essere accusata in alcun modo di simpatizzare per l'Islam poiché è di fede cristiana.
Secondo il marito di Petriychuk, Jurij Shekhvatov, che abita in Germania, le lettere a lei inviate o da lei scritte vengono controllate dai censori, come da prassi per i prigionieri politici, nonostante ufficialmente il caso non sia stato definito come "politico" dal sistema giudiziario, e solamente una parte delle quasi mille lettere sono giunte a destinazione.
L'11 febbraio 2025, dopo 649 giorni di detenzione preventiva, Petriychuk è stata trasferita, dopo 10 giorni nel centro di detenzione preventiva maschile di transito a Noginsk, dal centro di detenzione preventiva n. 6 "Pechatniki" di Mosca alla colonia penale n. 5 vicino a Mozhaysk (circa 100 km dalla capitale), una prigione e campo di lavoro considerata "modello", con annesso anche un teatro, potendo ottenere la libertà vigilata a partire dal settembre 2027. I legali hanno annunciato nel 2025 ricorso alla Corte suprema.

## L'opera di Petrijčuk dopo l'arresto
Nel settembre 2024, Finist Yasny Sokol è stato presentato in anteprima in Grecia sotto la regia di Konstantina Palli.
Nel dicembre 2024, la BBC ha pubblicato un adattamento audio in lingua inglese dell'opera.
L'opera, tradotta in italiano come Finist, il chiaro falco da Alessandra Giuntini, è stata letta in pubblico a Napoli lo stesso anno dalla traduttrice. Nel 2025 brani dell'opera sono stati letti e recitati in una rappresentazione a sostegno dei detenuti russi a Parigi dall'attivista Nadežda Skochilenko, madre dell'ex prigioniera politica Aleksandra Skochilenko.
Alla fine del 2024, la sua opera teatrale "Martedì è un giorno corto" è stata messa in scena da Dan Ershov al Teatro Vene di Tallinn.
Nel 2023, Tuareg e la raccolta di opere meno note di Petriychuk, Sette testi per il teatro, è stata pubblicata dalla casa editrice Freedom Letters, la quale ha donato a sostegno della famiglia Petrijčuk il ricavato.

## Opere selezionate

### Drammi teatrali
- Finist il chiaro falco;
- Tutta colpa di Weinstein: la storia di un'adolescente che voleva sfogare la sua rabbia sugli uomini e, per sfida, ha accusato un insegnante e un'"assistente sociale", di molestie. L'insegnante si è suicidato.[44]
- Martedì è un giorno corto;[45]
- Comet G;
- Tuaregs;[46]
- Pink Noise,[47]
- Rice Water,[48][49]
- ZAO

### Sceneggiature
- Raccolta di saggi sui Giochi Olimpici, serie TV doc, 2008;[50]
- Hiddink, Gus Ivanovich, documentario, 2009;[51]
- Punchbot, lungometraggio, 2012;[52]
- Сыргалам, serie TV, 2013-2014;[53]
- Come sono diventato russo (serie TV), 2015.[54]